# Maurice Palun
Pour les articles homonymes, voir Palun.
Guillaume Maurice Palun est un naturaliste français né le 26 janvier 1783 à Avignon où il est mort le 5 février 1866.
Il est le conservateur du Muséum Requien d’Avignon de 1851 à 1866 où il succède à Esprit Requien (1788-1851). Il fait paraître en 1867, un Catalogue des plantes phanérogames qui croissent spontanément dans le territoire d’Avignon et dans les lieux circonvoisins.

## Source
- André Charpin et Gérard-Guy Aymonin (2004), Bibliographie sélective des Flores de France. V. Notices biographiques sur les auteurs cités : P-Z et compléments. Le Journal de Botanique de la Société botanique de France, 27 : 47-87.